# 旗楠路
旗楠路（Ci-nan Rd.）是高雄市楠梓區連結市郊往屏東縣的東西向主要幹道。因連結旗山、楠梓兩地而得名，又俗稱旗楠公路，屬省道系統，編號台22線。起端銜接楠梓新路，沿途跨越楠梓區與大社區，末端至由中正路轉入的市道186號共線近燕巢區界續直行接鳳旗路。本道路連結燕巢區、旗山區、國道一號楠梓交流道、國道十號燕巢交流道及里嶺大橋，為北高雄市、屏東縣兩地之間往來長途重要路段之一。

## 行經行政區域
（由西至東）
- 楠梓區
- 大社區

## 沿線設施
（由西至東）
- 楠梓區
  - 高雄市政府警察局楠梓分局楠梓派出所
  - 高雄市立圖書館楠仔坑分館
  - 台灣電力公司高雄區營業處楠梓服務所
  - 高雄市立楠梓游泳池
  - 高雄市立楠梓自由車場
  - 高雄市楠梓射箭場
  - 高雄市政府警察局訓練中心室內靶場
  - 億進寢具生活館楠梓店
  - 楠梓交流道
  - 土庫橋

- 大社區
  - 台灣中油雙泰加油站
  - 台糖加油站大社站
  - 檨仔橋

## 公共自行車
- 高雄市公共自行車租賃系統：
  - 高雄市立圖書館楠仔坑分館：旗楠路22-1號(對側人行道)
  - 楠梓游泳池：旗楠路160號(前人行道)

## 公車資訊
- 楠梓區
  - 港都客運
    - 6 左營南站－萬金路
    - 7 加昌站－樹德科技大學－高雄師範大學燕巢校區
    - 29 左營南站－捷運都會公園站－楠梓區公所

  - 南台灣客運
    - 28 加昌站－楠梓區公所－高雄車站（建國路）
    - 紅58A 捷運都會公園站－國立高雄科技大學（第一西校區）
    - 紅58B 捷運都會公園站－國立高雄科技大學（第一西校區）－燕巢區公所

  - 高雄客運
    - 97 捷運都會公園站－樹德科技大學－高雄師範大學燕巢校區
    - 8023 建國站－楠梓－旗山北站
    - 8023區間 捷運都會公園站－楠梓－旗山北站
    - 8049 崗山頭－岡山－楠梓－澄清湖－高雄客運鳳山站

- 大社區
  - 港都客運
    - 6 左營南站－萬金路
    - 7 加昌站－樹德科技大學－高雄師範大學燕巢校區

  - 南台灣客運
    - 紅58A 捷運都會公園站－國立高雄科技大學（第一西校區）
    - 紅58B 捷運都會公園站－國立高雄科技大學（第一西校區）－燕巢區公所

  - 高雄客運
    - 97 捷運都會公園站－樹德科技大學－高雄師範大學燕巢校區
    - 8023 建國站－楠梓－旗山北站
    - 8023區間 捷運都會公園站－楠梓－旗山北站
    - 8049 崗山頭－岡山－楠梓－澄清湖－高雄客運鳳山站